# Burschenschaftsdenkmal

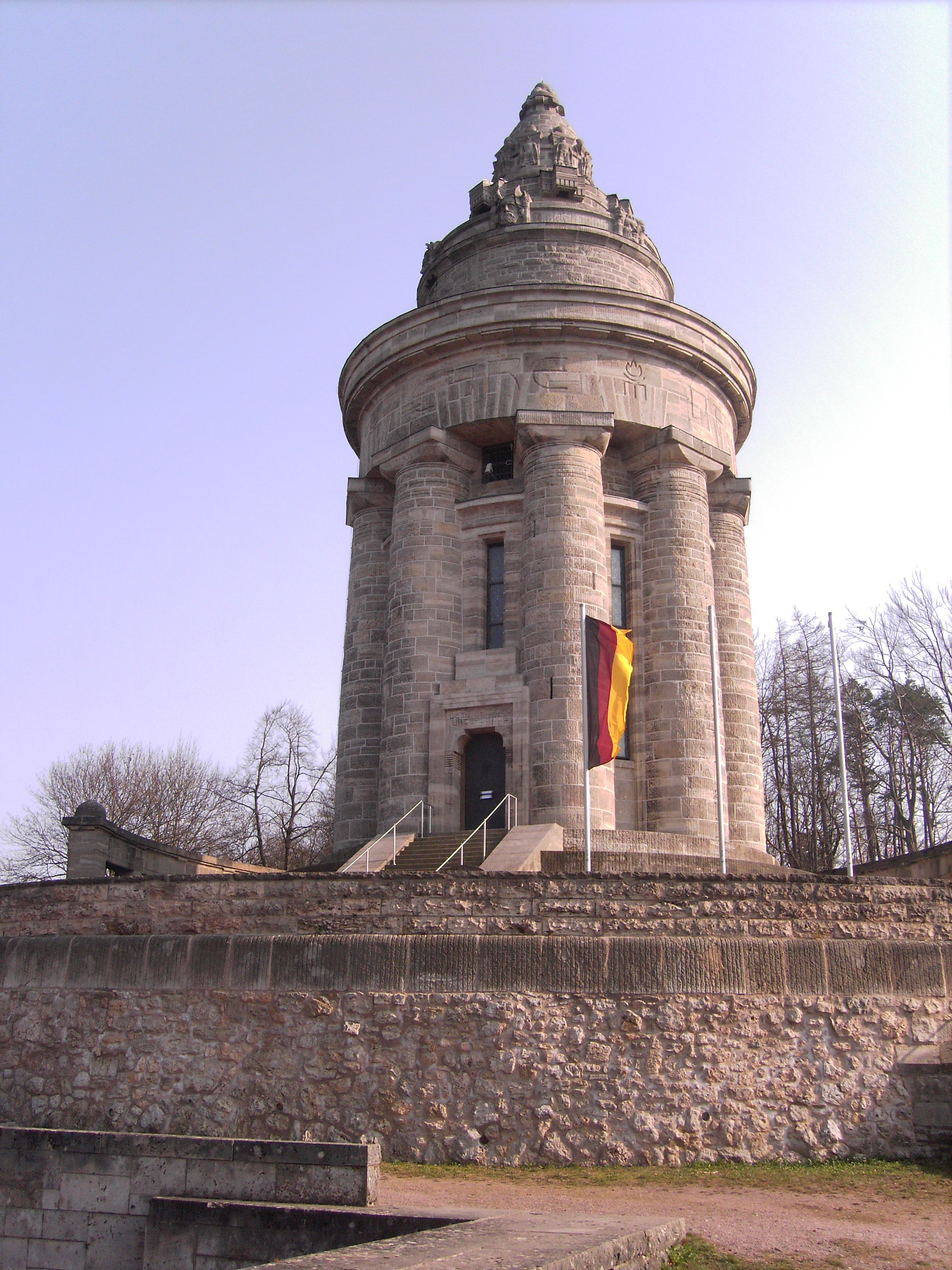
Burschenschaftsdenkmal

Das Burschenschaftsdenkmal im Süden Eisenachs auf der Göpelskuppe ist das Kriegerdenkmal für die 87 im Deutsch-Französischen Krieg 1870/71 gefallenen Burschenschafter. Es wurde 1902 zugleich als Nationaldenkmal der Deutschen Burschenschaft zur Erinnerung an die deutsche Reichsgründung errichtet.

## Geschichte

### Erste Planung vor dem Krieg 1870/71
Bereits vor dem Krieg 1870/71 gab es Pläne zur Errichtung eines Burschenschaftsdenkmals in Eisenach, um die Stadt sowie Martin Luther zu ehren. Hierzu erging vom geschäftsführenden Ausschuß zur Errichtung eines Dankesdenkmals der Burschenschaft für die Stadt Eisenach im Juni 1870 ein Aufruf an „alle alten und jungen Burschenschafter zur Einsendung ihrer Beisteuer (von einem Thaler an aufwärts) an den Kassier des Ausschusses, Dr. Theodor Hoffmann (Leipzig, Sophienstraße 18. III)“. Die Lutherstatue sollte in Lebensgröße ausgeführt werden, und dem Aufruf beigefügt waren sowohl eine Abbildung der Statue als auch eine Darlegung, „warum der Stadt Eisenach ein solches Denkmal zu widmen und Luther als Currentschüler dazu gewählt worden sei“. Mit Spenden beteiligt hatten sich zu diesem Zeitpunkt unter anderem Karl Gutzkow, Heinrich Laube, Arnold Ruge sowie Fritz Reuter.

„Durch die Wartburg, deren landgräfliche und Sagenblütezeit im Gedächtniß des Volks erst wieder erneut wurde durch die Kränze, welche Luther und die Burschenschaft ihr auf das graue Haupt setzten, ist Eisenach die Lieblingsstadt der akademischen Jugend geworden, und wo die Jugend glücklich war, da wählten später auch die Männer sich den Festplatz für jede große herzerhebende Nationalfeier. Vor allem ist aber durch Eisenach und die Wartburg um die Reformation und die Burschenschaft ein so inniges Band geschlungen, daß die Anhänger und Genossen beider dort sich an für sie ganz besonders geweihten Stätten daheim fühlen.“

### Bau

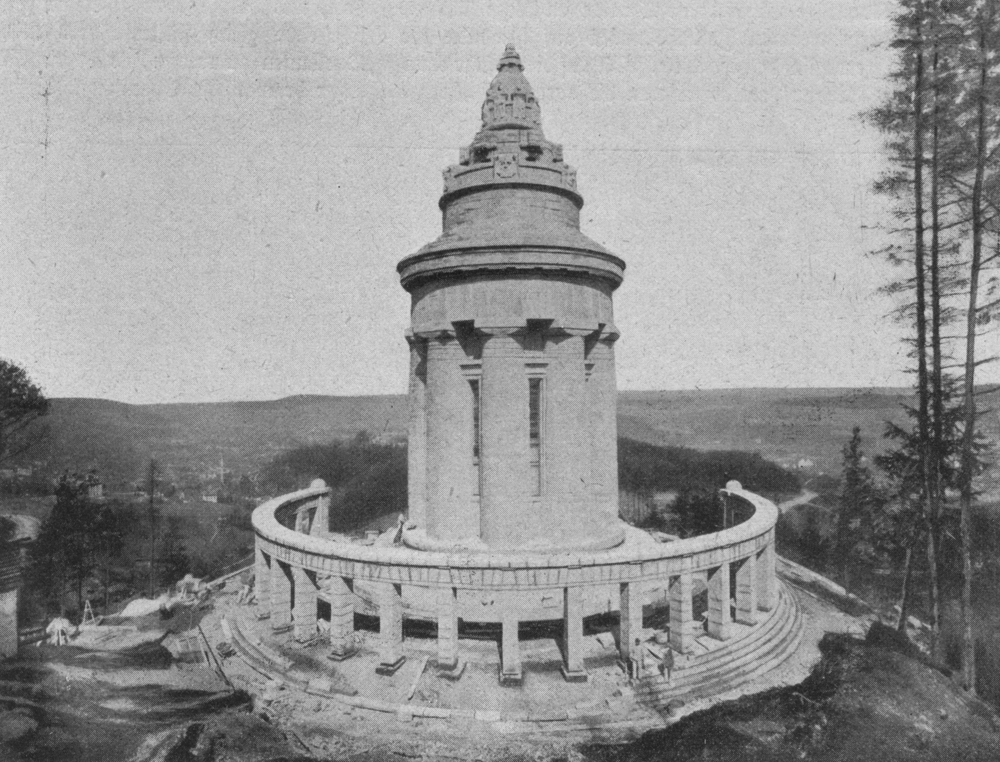
Neubau mit Säulenumgang

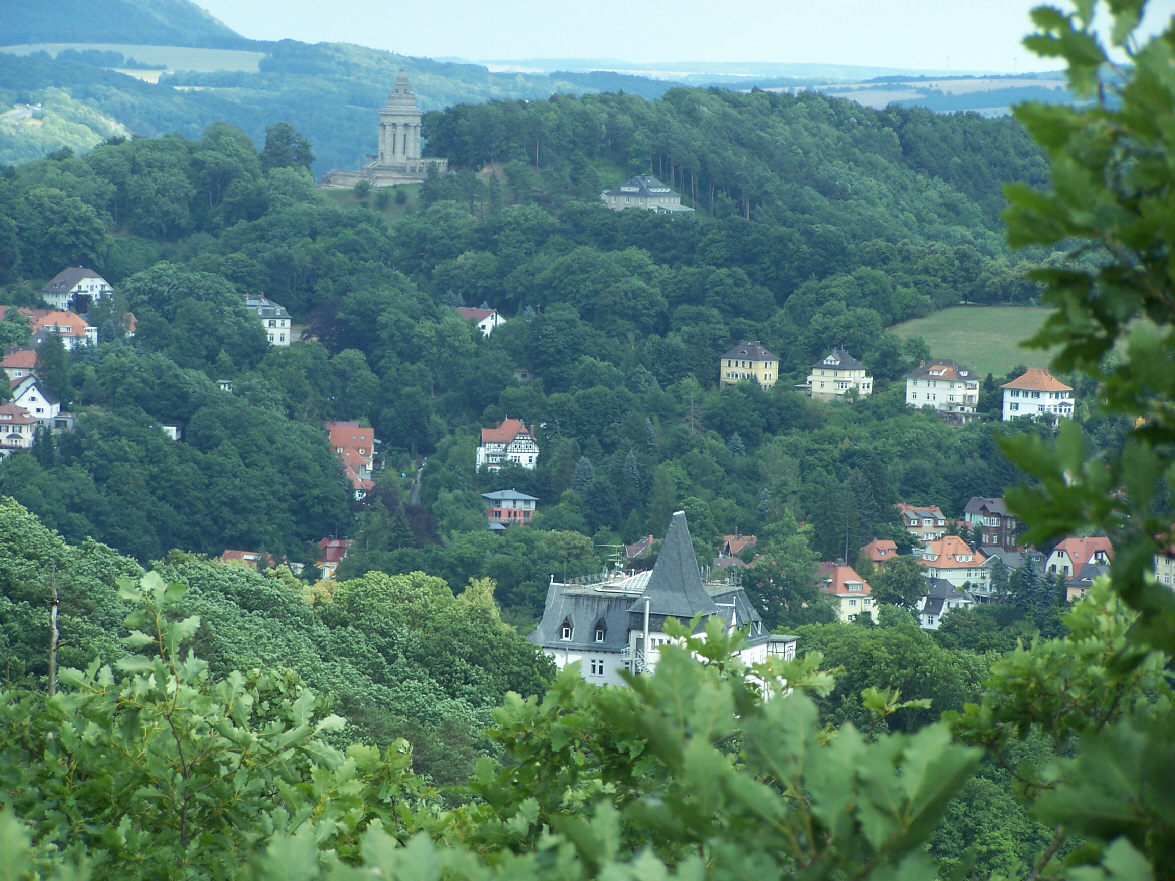
Lage über der Stadt

Nach der Errichtung des Deutschen Kaiserreiches 1871 und der Umsetzung der kleindeutschen Lösung zur Einigung Deutschlands war für Teile der Verbindungsstudenten, insbesondere für die burschenschaftlichen Verbände, die Vision der Jenaer Urburschenschaft von 1815 erfüllt.
Dem Bau des Burschenschaftsdenkmals liegt der ursprüngliche Gedanke zugrunde, den 1870/71 gefallenen Brüdern ein „Ehrendenkmal“ zu errichten. Aber erst in den Jahren 1889 und 1890 nahm die Idee eine greifbare Gestalt an, als man Eisenach als Bestimmungsort des Denkmals wählte und einem Ausschuss die Ausarbeitung von Vorschlägen übertrug. 1894 wurde ein geschäftsführender Ausschuss mit Sitz in Berlin gegründet, in den Mitglieder aus sieben Burschenschaften delegiert wurden. Der sinngebende Gedanke des Denkmals wurde nun erweitert: es sollte allen Männern gewidmet sein, die zur Einigung Deutschlands beigetragen hatten.
Am 8. Juni 1897 fand die Grundsteinlegung auf dem Wartenberg statt. Für diesen Standort hatte Regierungsbaumeister Oskar Zeiß den Plan eines mächtigen Turms entwickelt, der in einer Kaiserkrone auslief. Rudolf Flex hielt die Gedenkrede. Zu Pfingsten des darauf folgenden Jahres wurde der Sitz des geschäftsführenden Ausschusses nach Eisenach verlegt, und der Ausschuss zum „Burschenschaftsdenkmalsverein in Eisenach“ unter dem Vorsitz des Medizinalrates Wedemann umgestaltet. Statt eines „einfachen“ Turms sollte nun ein monumentaler Bau ausgeführt werden. Unmittelbar nach dem Tod des Nationalhelden Fürst Otto von Bismarck am 30. Juli 1898 begannen alle namhaften Städte im Kaiserreich mit der alsbaldigen Errichtung von Bismarckdenkmälern. Hier durfte Eisenach nicht nachstehen, und nur der exponierte Wartenberg – gegenüber der Wartburg – wurde als würdig genug empfunden, um dort den Eisenacher Bismarckturm zu errichten. Die Pläne für das Burschenschaftsdenkmal wurden deshalb nochmals zurückgestellt. In dieser für die Stadt prekären Lage halfen die Erben des in Eisenach verstorbenen Ziegeleifabrikanten und Geologen Johann Georg Bornemann, indem sie der Burschenschaft auf der Göpelskuppe eine Fläche von 1,925 Hektar sowie das für die Zufahrtsstraße erforderliche Areal unentgeltlich zur Verfügung stellten. Die Stadt Eisenach ihrerseits bewilligte für den Bau der Straße 4.000 ℳ (entspricht heute etwa 34.000 EUR).
Das 33 m hohe Denkmal wurde nach den Plänen des Architekten Wilhelm Kreis aus Blasewitz bei Dresden entworfen und nach zwei Jahren Bauzeit am 22. Mai 1902 feierlich eingeweiht. Die Bauarbeiten hatten sich verzögert, weil infolge eines Sturms, der Mitte Oktober über ganz Deutschland und Österreich hinwegzog, „das auf der Göppelskuppe im Bau begriffene Burschenschaftsdenkmal eingestürzt“ war. An dem Festzug aus der Stadt hinauf zum Denkmal sollen etwa 2.000 Menschen teilgenommen haben. Die Schlüsselübergabe erfolgte durch Architekt Kreis an die Deutsche Burschenschaft, in deren Namen der Vertreter der Vorsitzenden Burschenschaft Marchia Bonn, E. Lucks, es dem Burschenschaftsdenkmalverein übergab. Die Einweihungsfeier gestaltete sich zu einem allgemeinen Deutschen Burschenschaftsfest, an dem auch Burschenschaften der Technischen Hochschulen und österreichische Burschenschaften teilnahmen.
Die Gesamtkosten zur Errichtung des Denkmals beliefen sich auf rund 250.000 ℳ (heutiger Gegenwert ca. 2.100.000 EUR).

Anlässlich der Denkmaleinweihung übersandte die Deutsche Burschenschaft eine Huldigungsdepesche an Kaiser Wilhelm II., die dieser, überzeugter Corpsstudent, allerdings nur sehr kühl beantworten ließ: 
„Seine Majestät der Kaiser und König haben die Meldung von der Enthüllung des von den deutschen Burschenschaften auf der Göpelskuppe bei Eisenach errichteten vaterländischen Denkmals und das Gelöbnis der Treue huldvollst entgegenzunehmen geruht und lassen der deutschen Burschenschaft bestens danken.“
Dies führte zu einer Entfremdung des Verbandes vom Kaiser. Bis 1915 verzichteten die Burschenschaften auf weitere Ergebenheitsadressen. Stattdessen intensivierte man die Bismarckverehrung.

### Verfall und Wiederherstellung

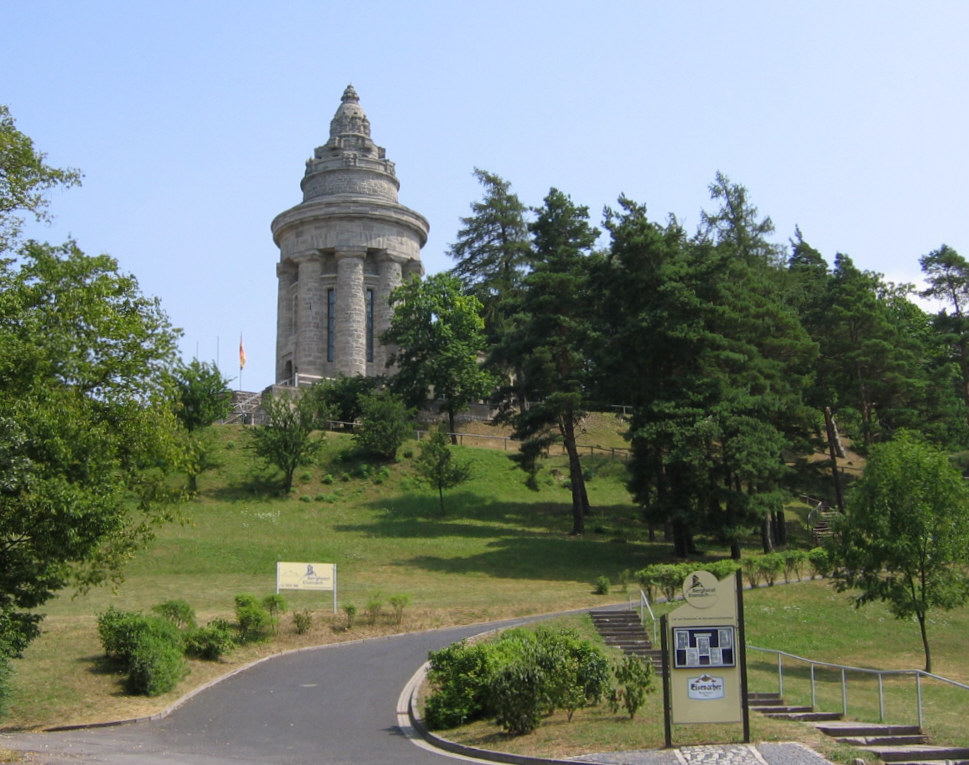
Zufahrt

Den Zweiten Weltkrieg überstand das Denkmal unbeschädigt. In der DDR war es für die Machthaber jedoch ein Zeichen für Feudalismus und „Reaktion“. Deshalb wurde das Burschenschaftsdenkmal beschädigt, die Fenster zugemauert und 1963 die im Inneren stehenden Statuen von Otto von Bismarck, Wilhelm I., Carl August von Sachsen-Weimar-Eisenach, Helmut von Moltke und Albrecht von Roon zerstört. Schweren Schaden nahm insbesondere das Deckengemälde durch die nach dem Zumauern der Fensteröffnungen fehlende Belüftung. Neben den Plänen für eine Sprengung gab es später auch die Idee, eine Volkssternwarte im Denkmal zu errichten. Nach der Wende und friedlichen Revolution in der DDR  und der Deutschen Wiedervereinigung wurden das Burschenschaftsdenkmal und das dazugehörige Hotel „Berghof“ an die Deutsche Burschenschaft zurückgegeben. Diese ließ die Bausubstanz sichern und das Gebäude sanieren. Es ist heute wieder zu besichtigen. Am 24. März 2007 wurde, nach einer etwa einjährigen Rekonstruktion, das ursprünglich von dem Maler Otto Gussmann geschaffene, durch den Maler und Grafiker Gert Weber wiederhergestellte Deckengemälde mit Festveranstaltungen offiziell eingeweiht.
Ende Oktober 2019 wurde das Denkmal Opfer von Vandalismus. Außenwände und eine Gedenktafel wurden mit Farbe beschmiert, ein Fenster eingeworfen und Farbe in das Gebäudeinnere gesprüht. Ein im Inneren zur Explosion gebrachter, mit Teer gefüllter Feuerlöscher beschädigte und verunreinigte Wände, Deckengemälde und Mobiliar. Mithilfe von Spendengeldern konnten die Schäden beseitigt werden. Investiert wurde in neue Sicherheitstechnik, Panzerglasfenster und eine umfassende Renovierung, bei der auch das Deckengemälde erneut rekonstruiert wurde. Die 1963 zerstörten Statuen wurden in 3D-Darstellungen nachgebildet. Ende August 2021 wurde das Denkmal wiedereröffnet.

## Charakteristik des Denkmals
Das Denkmal besteht aus Muschelkalk und stellt einen Rundtempel dar, der sich auf einer breiten Terrasse erhebt. Diese Terrasse ist quadratisch mit Rundungen nach drei Seiten. Zu seiner Plattform führt vorn zur Rechten und zur Linken je eine Treppe mit mächtigen Rampen. Von der Plattform führt eine breite Treppe mit 22 Stufen zum Portal der Tempelhalle. Der Rundtempel selbst ruht auf drei Stufen; über dem Portal ist die Widmung zu lesen. Neun Säulen werden durch das von hohen schmalen Fenstern durchbrochene Gemäuer einer monumentalen Halle verbunden. Oben werden die Säulen durch einen Architrav zusammengehalten, auf dem in Riesenlettern der Wahlspruch der Deutschen Burschenschaften Ehre, Freiheit, Vaterland zu lesen ist. Den Architrav bekrönt das kunstvolle Hauptgesims, von dem drei Stufen zum Tambour überleiten. Auf diesem erheben sich sechs gewaltige Kragsteine mit den Köpfen des Cheruskerfürsten Arminius, Karls des Großen, Luthers, Albrecht Dürers, Goethes und Beethovens. Dann folgt der Helm mit neun Adlern, die als obersten Abschluss eine germanische Krone tragen. Kräftige, durch Decksteine verbundene Steinpfosten schließen die Rückseite des Denkmals im Halbkreis ab. Über dem Portal steht die Widmung des Denkmals, nämlich die Inschrift
 

## Ausstattung

### Innenraum

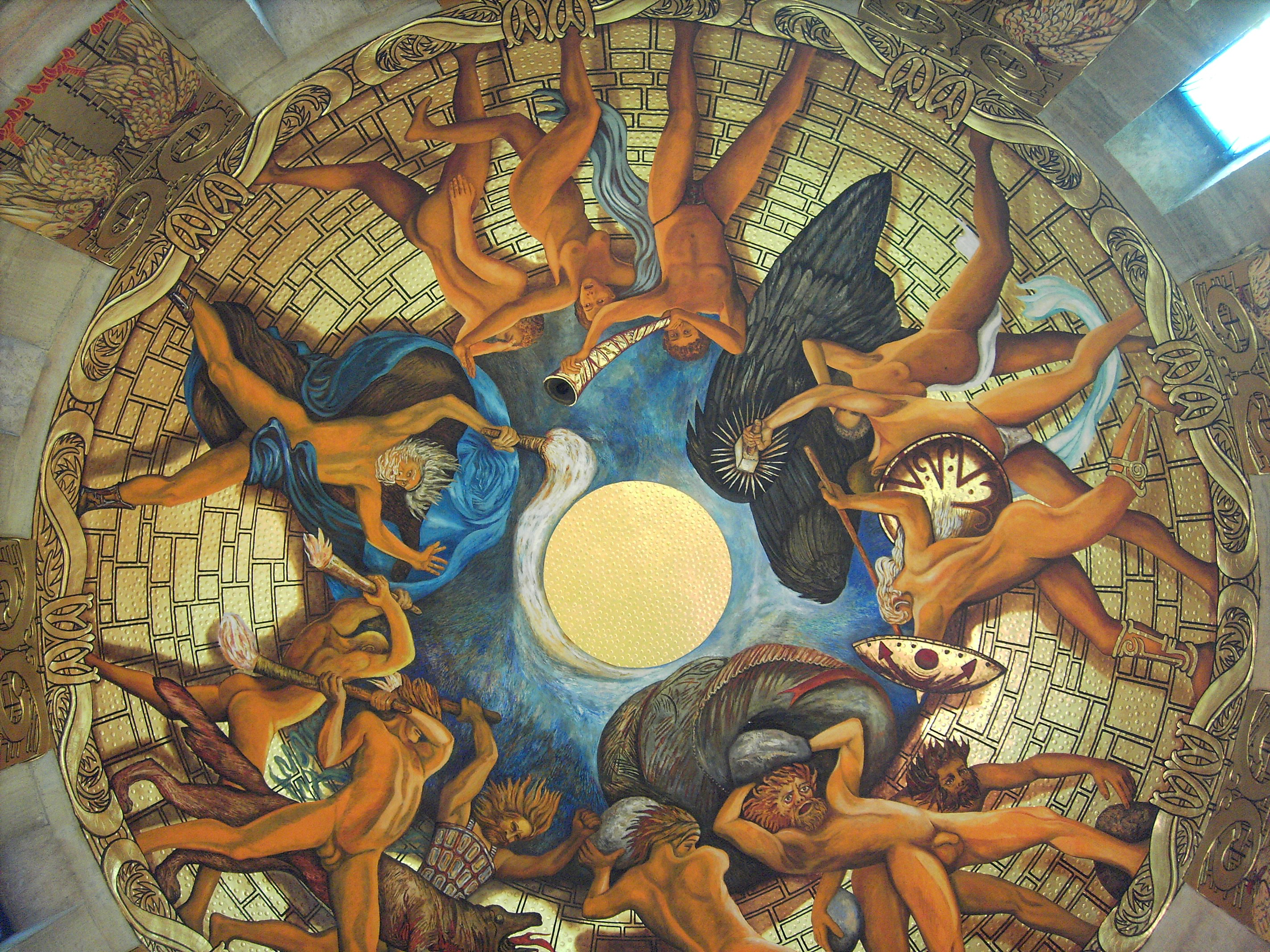
Rekonstruiertes Deckengemälde

Durch das schwere beschlagene Tor betritt man die Halle. In der Halle sind die Standbilder des Deutschen Kaisers Wilhelm I. (von Bildhauer Selmar Werner), des Großherzogs Karl August von Sachsen-Weimar (von Bildhauer Hermann Hosaeus), Bismarcks, Moltkes (beide von Bildhauer August Hudler) und Albrecht von Roons (von Bildhauer Selmar Werner) aufgestellt.
Zwischen diesen Standbildern sind an der Wand der Halle vier Tafeln mit den Namen der 1870/71 gefallenen 87 deutschen Burschenschafter angebracht. Unter den Tafeln steigen von Altären, die mit den Köpfen sterbender Krieger geschmückt sind, Opferflammen auf. Über den Standbildern und Tafeln sind die Namen von Vorläufern, Mitbegründern und Verteidigern der Burschenschaft zu lesen: Johann Gottlieb Fichte, Ernst Moritz Arndt, Friedrich Ludwig Jahn, Heinrich Riemann, Karl Horn, Karl Hermann Scheidler, Lorenz Oken, Jakob Friedrich Fries, Heinrich Luden.
Die hohen schmalen Fenster sind aus farbigem Antik- und Opalglas hergestellt. Über ihnen thronen auf goldenem Ornament Adlerpaare. Die Kuppel der Halle zeigt auf Goldgrund das Gemälde der Ragnarök, die Götterdämmerung, den Kampf des germanischen Göttergeschlechts der Asen gegen die Mächte der Finsternis, geschaffen von dem Dresdner Jugendstilmaler Otto Gussmann.
Im Innern der Halle ist über dem Eingang eine umfangreiche Widmung angebracht. In der Säule rechts vom Eingang zur Halle führt eine Treppe zu den sechs Balkonen empor, die zwischen den Köpfen im oberen Teil des Denkmals liegen und von denen man eine Aussicht auf Eisenach, die Wartburg und den Thüringer Wald hat.

### Ehrenmal für die gefallenen Burschenschafter

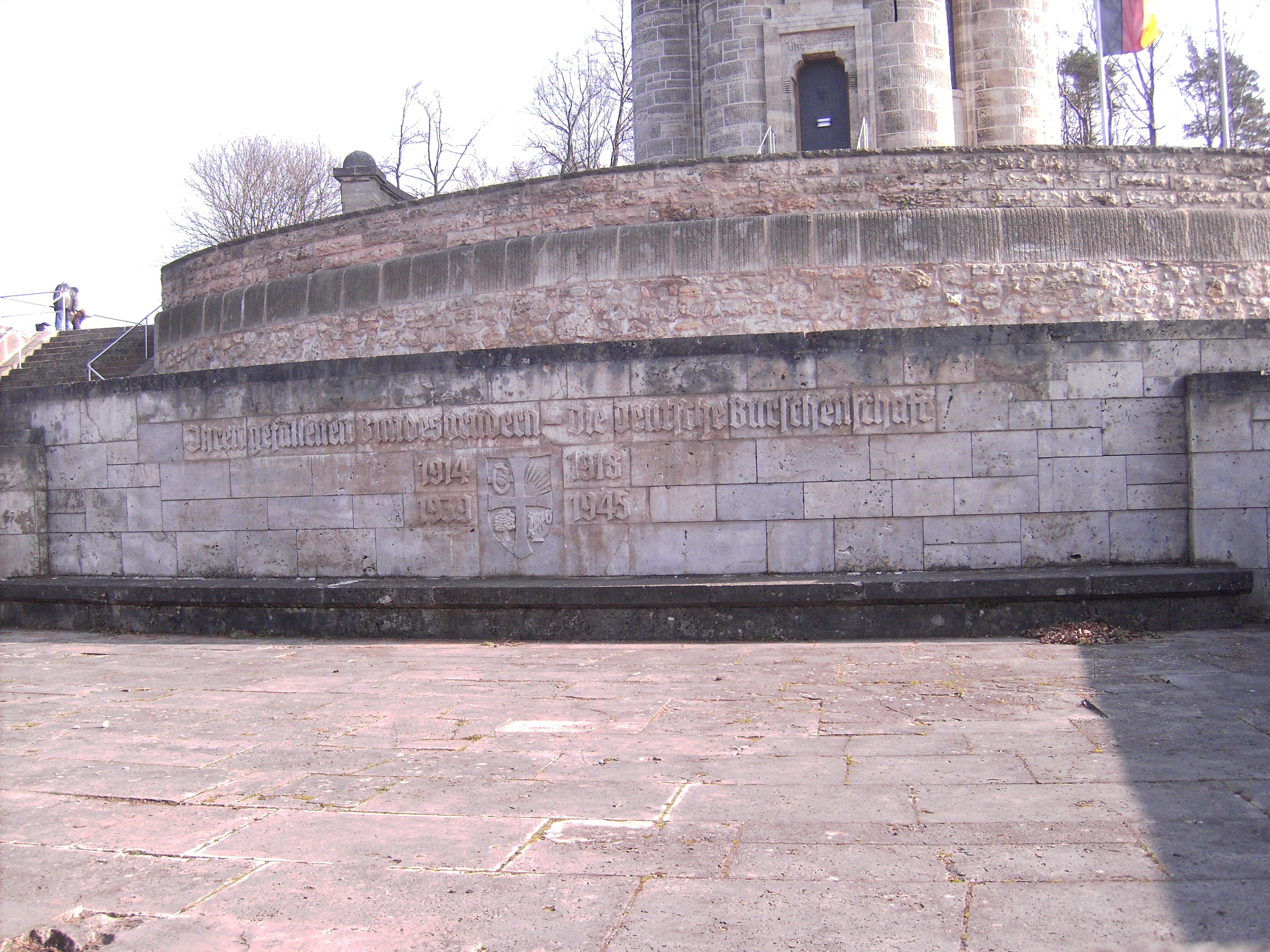
Ehrenmal

Der Burschentag 1930 entschied über den Bau eines Ehrenmales für die gefallenen Bundesbrüder des Ersten Weltkrieges. Nach einem Wettbewerb, welchen der Architekt Friedrich Haußer der Burschenschaft Hilaritas gewann, wurde 1932 unterhalb des Burschenschaftsdenkmals das Ehrenmal errichtet und am 4. Juni 1933 eingeweiht. Zur Einweihung erschienen neben mehreren hundert Burschenschaftern auch eine Kompanie der Reichswehr sowie der Chef der Heeresleitung, General der Infanterie Kurt von Hammerstein-Equord, der Grüße des Reichspräsidenten Hindenburg überbrachte.
Das Relief eines schwerttragenden Jünglings, Schriftzüge und Wappen der Burschenschaft wurden auf Beschluss des Alliierten Kontrollrats 1946 zerstört. Nach einer mehrjährigen Sanierung durch den Denkmalerhaltungsverein Eisenach – finanziert durch Spenden der Burschenschaft – wurde am 16. April 2011 das Gefallenenehrenmal neu eingeweiht. Es ist nun die Zentrale Gedenkstätte der Deutschen Burschenschaft für die deutschen Opfer des Ersten und Zweiten Weltkrieges. Auf eine Wiederherstellung des 1946 abgeschlagenen Jünglings-Reliefs wurde als Erinnerung an die Zerstörung verzichtet. Bei der Sanierung wurde eine Platte mit einem symbolischen Grab in einer Vertiefung wiederentdeckt und so belassen.